# Хемницер, Иван Егорович
Иван Егорович (Иоганн Георг Адам) Хемницер (нем. Johann Georg Adam Chemnitzer; 5 [16] июля 1705 или 5 августа 1705, Фрайберг, курфюршество Саксония — 22 апреля [3 мая] 1789, Санкт-Петербург, Российская империя) — военный врач Российской империи, немец по происхождению, штаб-лекарь (1757), отец баснописца и дипломата И. И. Хемницера.

## Биография
Иоганн Георг Адам Хемницер родился в городе Фрайберг (курфюршество Саксония) 5 (16) июля или 5 августа 1705 года.
В апреле 1734 года, полномочным министром в Пруссии графом Павлом Ивановичем Ягужинским Хемницер был принят в русскую службу по контракту на время войны со званием лекаря и с условием получить со временем штатное место полкового доктора. Хемницер был сразу же определён в армию стоявшую под Лейпцигом, а затем командирован с ранеными в Санкт-Петербург.
Выдержав экзамен в Медицинской канцелярии, Хемницер был определён лекарем в Закамскую линию, где оставался в драгунском Лярском полку до конца 1739 года; потом был переведен в драгунский полк астраханского гарнизона. В 1741 году был командирован сначала в Астрахань, а затем в Персию в распоряжение резидента В. Ф. Братищева, был помощником старшего доктора Астраханского госпиталя Ивана Грегори «против опасных болезней».
5 (16) декабря 1755 года Хемницер был переведен в Санкт-Петербургский генеральный сухопутный госпиталь, но уже 16 (27) сентября 1757 года был снова направлен в армию, с произведением в штаб-лекари. 12 (23) января 1762 года Хемницер был уволен от полевой службы с переводом в пограничные госпитали. Иван Егорович Хемницер умер в Санкт-Петербурге 22 апреля (3 мая) 1789 года.

## Семья
- Сын: Иван Иванович Хемницер (1745—1784) — баснописец, член Академии Российской, генеральный консул в Смирне.
- Дочь: Мария Ивановна Хемницер (в замужестве Валериан) — жена старшего доктора Санкт-Петербургского адмиралтейского госпиталя Е. К. Валериана.
- Дочь: Дарья Ивановна Хемницер (в замужестве Брозина) — жена первого инспектора Киевской врачебной управы статского советника И. И. Брозина.